# 스베티유리오브슈차브니치

스베티유리오브슈차브니치의 위치

스베티유리오브슈차브니치(슬로베니아어: Sveti Jurij ob Ščavnici, 독일어: St. Georgen an der Stainz 장크트게오르겐안데어슈타인츠[*])는 슬로베니아의 도시로 면적은 51.3km2, 높이는 234m, 인구는 2,883명(2002년 기준), 인구 밀도는 56.2명/km2이다.